# Kosteletzkya virginica
Seashore mallow (Kosteletzkya virginica) con el nombre común de sweat weed o Virginia saltmarsh mallow y salt marsh mallow es una planta herbácea originaria de los pantanos del este de  los Estados Unidos. Pertenece a la familia Malvaceae. 
El investigador John Gallagher la describe como una planta perenne y halófita con flores de color malva, o de plantas tolerantes a la sal, que crece en áreas donde otros cultivos no pueden properar.

## Galería

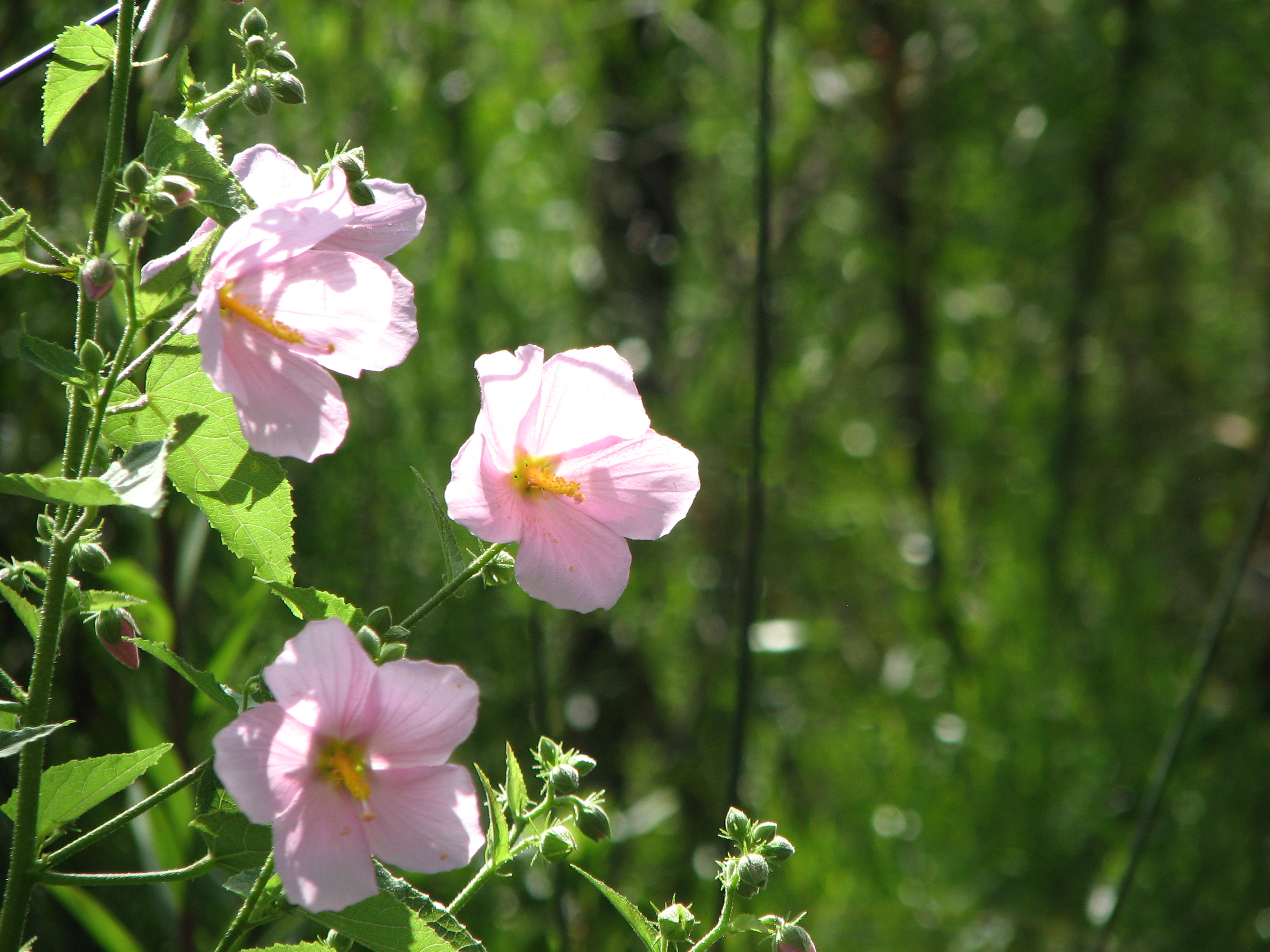
Planta con flores
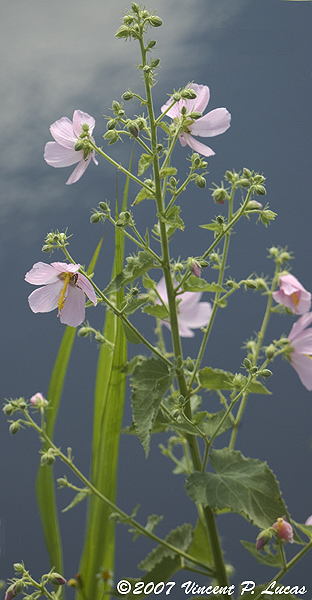
Planta con flores
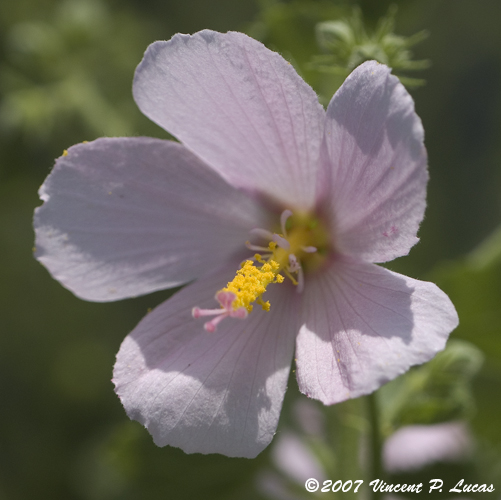
Flor